# White Plains Water Treatment Plant
Koordinaten: 6° 27′ 59″ N, 10° 40′ 29″ W
Das White Plains Water Treatment Plant ist ein der Public Utilities Authority  unterstelltes Unternehmen in der Republik Liberia, es dient  als Wasserversorgungsunternehmen der Trinkwasseraufbereitung für das Versorgungsgebiet  Greater Monrovia mit etwa 1,4 Millionen Einwohnern. Das Wasserwerk befindet sich am linken Ufer des Saint Paul River, etwa 30 Kilometer Luftlinie nordöstlich der Hauptstadt.
Die erste, mit US-amerikanischer Hilfe errichtete Anlage entstand 1957 bei White Plains nahe Clay-Ashland und nutzte das natürliche Gefälle im Rohrleitungsnetz. Die zentrale Verteilerstation für Monrovia wurde im Industrie- und Gewerbegebiet auf Bushrod Island errichtet.
In den 1970er Jahren wurden alle Anlagen mit ausländischen Krediten erweitert und verfügten über eine installierte Kapazität von 68.100 m³ pro Tag. Mit dem Ausfall des zur Stromversorgung der Anlage dienenden Mount-Coffee-Staudamm im Bürgerkrieg brach die Versorgung mit Trinkwasser zusammen und erreicht eine aktuelle Kapazität (2009) von nur noch 7.600 m³ pro Tag, hierbei wird ein provisorisches Kleinkraftwerk eingesetzt.  Die Erneuerung der technischen Anlagen sind Teil eines Sanierungsprojektes, das mit Krediten der EU, der Weltbank, des African Development Fund und anderer Kreditoren seit 2009 saniert wird.